# Cardiopteridaceae
Die Cardiopteridaceae sind eine Familie innerhalb der Bedecktsamigen Pflanzen (Magnoliopsida).

## Beschreibung

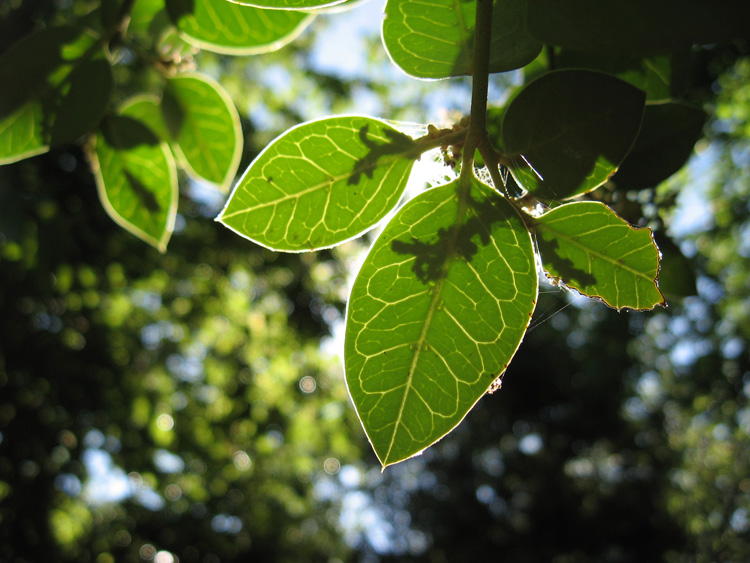
Citronella mucronata: Laubblätter von unten

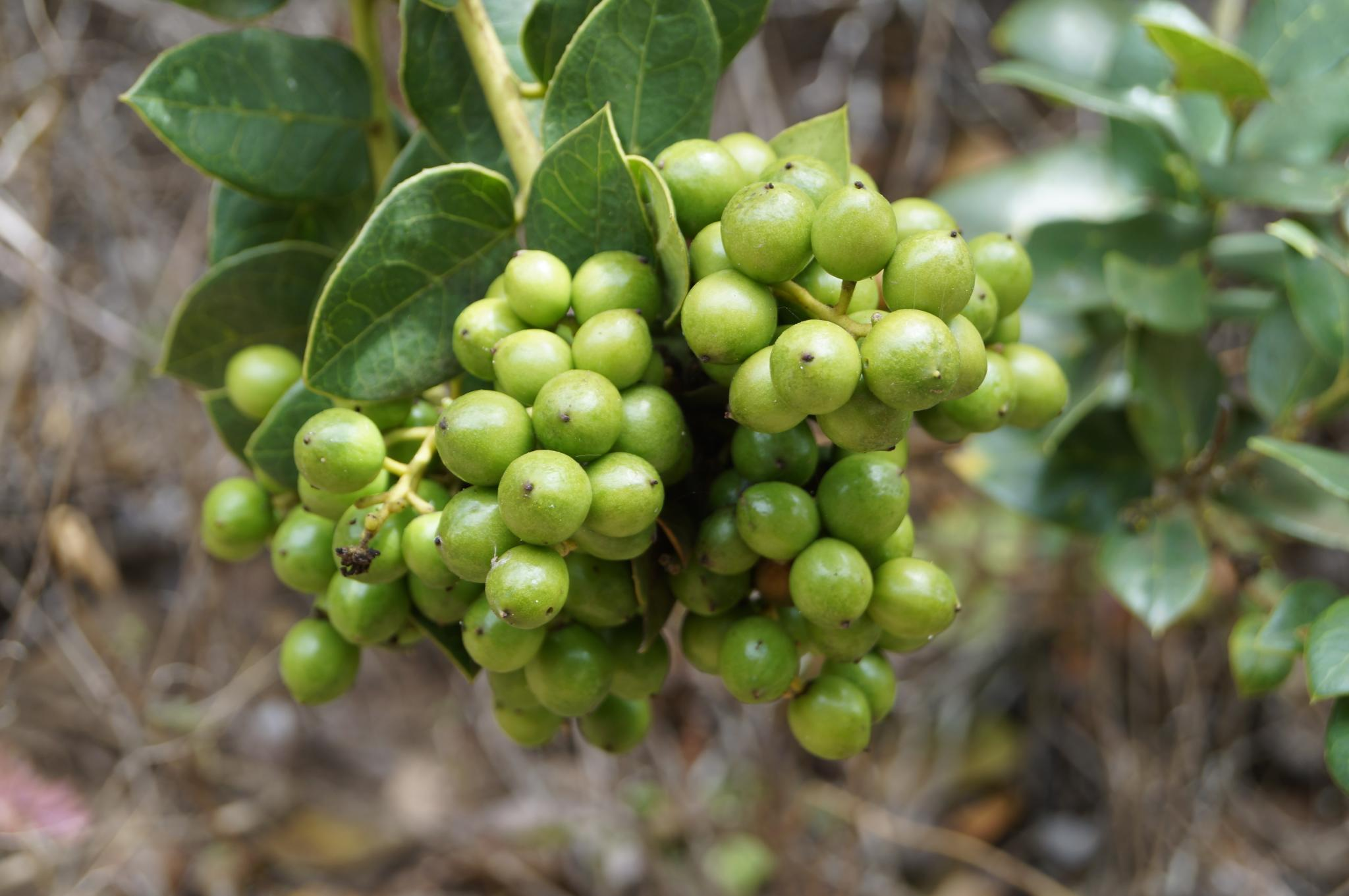
Citronella mucronata mit Früchten

Die Arten der Familie sind oft verholzende oder krautige Kletterpflanzen. Citronella sind Bäume oder Sträucher. Einige Arten enthalten Milchsaft. Die wechselständigen, gestielten, einfachen Laubblätter sind bei einigen Arten handförmig. Oft sind die Blattränder gezähnt. Nebenblätter fehlen.
Es werden verzweigte, achselständige, zymöse Blütenständen gebildet. Die Blüten sind zwittrig oder getrenntgeschlechtig. Die kleinen, radiärsymmetrischen Blüten sind meist fünfzählig, selten vierzählig. Die Kronblätter sind röhrig verwachsen. Es ist nur ein Staubblattkreis vorhanden. Die Staubblätter sind oft mit der Kronröhre verwachsen. Die zwei Fruchtblätter sind zu einem oberständigen Fruchtknoten verwachsen, mit zwei unterschiedlich gestalteten, freien Stempeln. Es werden zweiflügelige Samara (= Flügelnussfrüchte) oder mehr oder weniger abgeflachte Steinfrüchte gebildet.

## Systematik und Verbreitung
Die Familie Cardiopteridaceae ist am nächsten mit der Familie der Stemonuraceae verwandt. Viele Taxa wurden früher zu den Icacinaceae gestellt. Die Familie Cardiopteridaceae wurde 1847 durch Carl Ludwig Blume aufgestellt.
Die Taxa gedeihen in gemäßigten, subtropischen und tropischen Gebieten. Areale befinden sich in Südamerika, Afrika, Madagaskar, Südostasien und auf Pazifischen Inseln sowie im östlichen Australien.
In der Familie Cardiopteridaceae gibt es fünf bis sechs Gattungen mit etwa 43 bis 45 Arten: (Bei einigen Autoren besteht die Familie auch aus weniger Gattungen.)
- Cardiopteris Wall. ex Royle (Syn.: Peripterygium Hassk.): Mit zwei Arten:
  - Cardiopteris moluccana Blume: Sie kommt im zentralen und im östlichen Malesien vor.[2]
  - Cardiopteris quinqueloba (Hasskarl) Hasskarl (Syn.: Cardiopteris hamulosa Griff., Cardiopteris javanica Blume, Cardiopteris lobata Wall., Cardiopteris platycarpa Gagnep., Cardiopteris rumphii Baill., Cardiopteris subhamata Wall. ex Baill.): Sie kommt vom nordöstlichen Indien bis Yunnan und in Malesien vor.[2]
- Citronella D.Don (Syn.: Briquetina J.F.Macbr., Chariessa Miq., Sarcanthidion Baill., Villaresia Ruiz & Pav., Villaresiopsis Sleumer): Die etwa 20 Arten sind von Malesien bis zu Inseln im Pazifik und in der Neotropis verbreitet.[2]
- Dendrobangia Rusby (Syn.: Asterolepidion Ducke, Clavapetalum Pulle): Mit zwei Arten: 
  - Dendrobangia boliviana Rusby: Sie kommt von Costa Rica bis ins tropische Südamerika vor.[2]
  - Dendrobangia multinervia Ducke: Sie kommt in Kolumbien, Ecuador, Peru und im nördlichen Brasilien vor.[2]
- Gonocaryum Miq. (Syn.: Phlebocalymna Griff. ex Miers): Die etwa elf Arten sind von Indochina bis Taiwan und „Papuasien“ verbreitet.[2]
- Leptaulus Benth. (Syn.: Acrocoelium Baill.): Die etwa sechs Arten sind im tropischen Afrika sowie in Madagaskar verbreitet.[2]
- Pseudobotrys Moeser: Die zwei Arten kommen beide nur auf Neuguinea vor:[2]
  - Pseudobotrys cauliflora (Pulle) Sleumer
  - Pseudobotrys dorae Moeser.